# Shell Rock (Iowa)
Shell Rock es una ciudad ubicada en el condado de Butler en el estado estadounidense de Iowa. En el Censo de 2010 tenía una población de 1296 habitantes y una densidad poblacional de 301,98 personas por km².

## Geografía
Shell Rock se encuentra ubicada en las coordenadas 42°42′44″N 92°34′54″O / 42.71222, -92.58167. Según la Oficina del Censo de los Estados Unidos, Shell Rock tiene una superficie total de 4.29 km², de la cual 4.04 km² corresponden a tierra firme y (5.79%) 0.25 km² es agua.

## Demografía
Según el censo de 2010, había 1296 personas residiendo en Shell Rock. La densidad de población era de 301,98 hab./km². De los 1296 habitantes, Shell Rock estaba compuesto por el 97.45% blancos, el 0% eran afroamericanos, el 0.39% eran amerindios, el 0.23% eran asiáticos, el 0% eran isleños del Pacífico, el 0.31% eran de otras razas y el 1.62% pertenecían a dos o más razas. Del total de la población el 1.16% eran hispanos o latinos de cualquier raza.